# Siège périlleux
Pour les articles homonymes, voir siège.

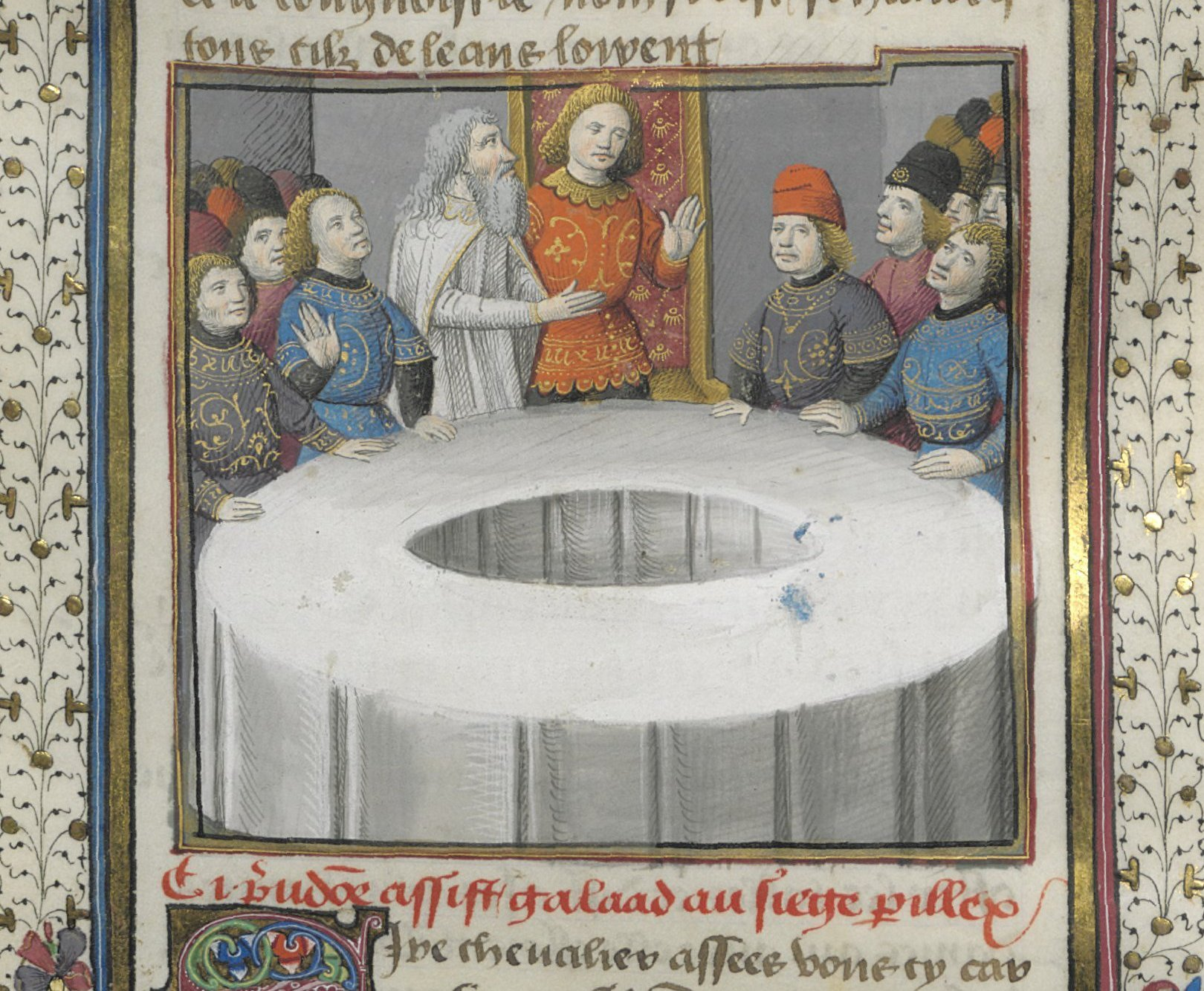
Galaad et le siège périlleux. Miniature d'Évrard d'Espinques, Lancelot en prose, BNF Fr.116, 1475

Le siège périlleux est, dans la légende arthurienne, le siège maudit de la Table Ronde à droite du roi Arthur. Ce siège est réservé au chevalier qui doit mettre fin à la quête du Graal. Quiconque s'assoit sur le siège périlleux sans être assez pur est englouti dans les profondeurs de la terre.

## Présentation
De nombreux chevaliers présomptueux tentent de s'y asseoir sans en être dignes et périssent. C'est Galaad, fils de Lancelot du Lac, qui ramènera le Graal et sera capable de s'asseoir sur le siège périlleux sans problème. Cet épisode est le symbole de la fin des Temps Aventureux, et la fin de la quête des chevaliers de la Table Ronde.
Dans une des versions du Livre du Graal, Perceval se fait engloutir par le siège ; dans une autre c'est lui qui s'assied dessus.